# کنزو نامبو

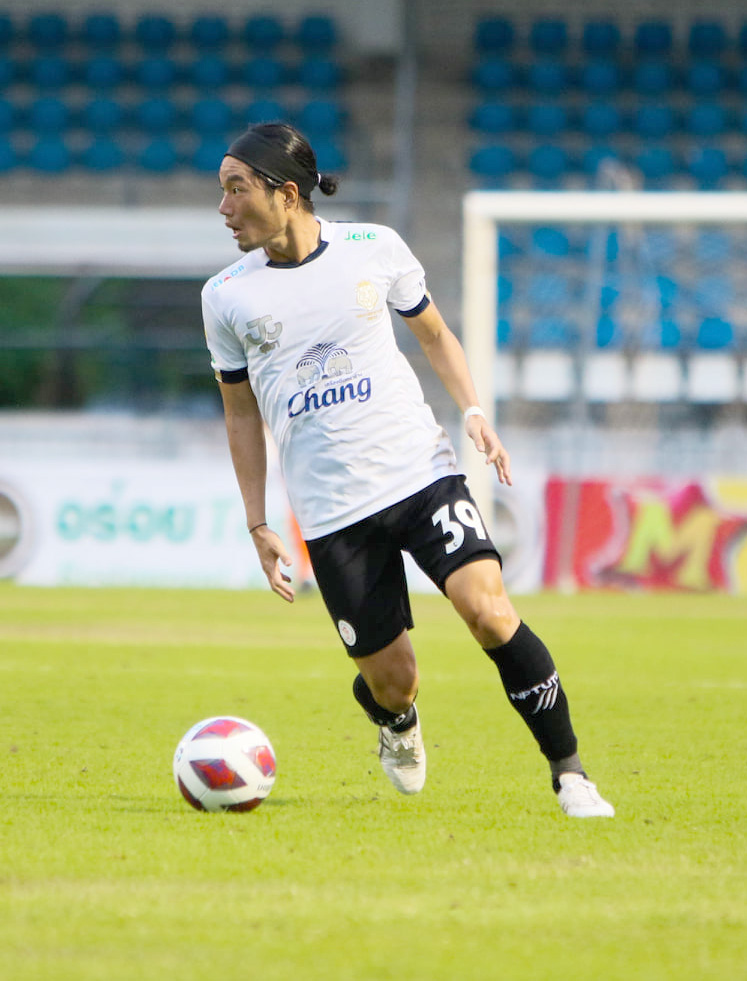
کنزو نامبو

کنزو نامبو (انگلیسی: Kenzo Nambu؛ زادهٔ ۲۲ اوت ۱۹۹۲) بازیکن فوتبال اهل ژاپن است.